# Inocybe geophylla
Inocybe geophylla (Pierre Bulliard, 1791 ex Paul Kummer, 1871) din încrengătura Basidiomycota, în familia Inocybaceae și de genul Inocybe, denumită în popor ciuperci cu lame de pământ, este, împreună cu celelalte specii din acest gen, o ciupercă otrăvitoare, provocând adesea intoxicații destul de grave. Acest burete coabitează, fiind un simbiont micoriza (formează micorize pe rădăcinile arborilor). Se poate găsi în România, Basarabia și Bucovina de Nord foarte des, crescând preferat în grupuri în păduri de conifere, de foioase și mixte, la margini de drum, prin parcuri și livezi, preferat pe sol umed, din (mai) iunie până în noiembrie. Această specie variază tare în colorit.

## Taxonomie

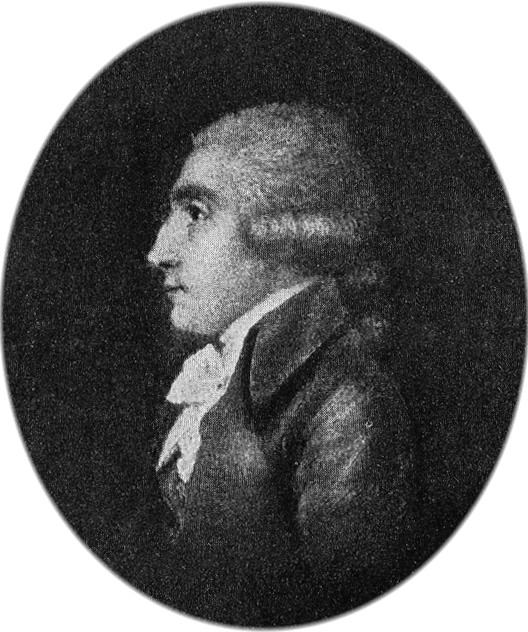
Pierre Bulliard

Numele binomial Agaricus geophyllus a fost determinat de savantul francez Pierre Bulliard în volumul 2 al lucrării sale Histoire des champignons de la France din 1791. Uimitor este, că, 7 ani mai târziu, în 1798, micologul englez James Sowerby a descris ciuperca sub aceiași denumire. În urmă, multe surse, în special din secolul trecut, s-au referit la el cu privire la numele binomial. Dar între timp chiar și Index Fungorum acceptă numai taxonomia Bulliard/Kummer, descrierea lui Bulliard fiind cea mai veche.
După introducerea taxonului Inocybe prin renumitul savant Elias Magnus Fries, de verificat în volumul 2 al cărții sale Monographia Hymenomycetum Sueciae din 1863, micologul german Paul Kummer (1871) a transferat soiul la acest gen, păstrând epitetul, fiind numele curent valabil.
Acest soi a fost descris de nenumărate ori, incluzând multe variații care sunt toate acceptate sinonim.
Epitetul specific este derivat din două cuvinte grecești, anume prefixul (greacă γεω respectiv γῆ=prefix cu referire la pământul) și substantivul (greacă φυλλος=frunză, frunziș, petală), datorită aspectului.

## Descriere

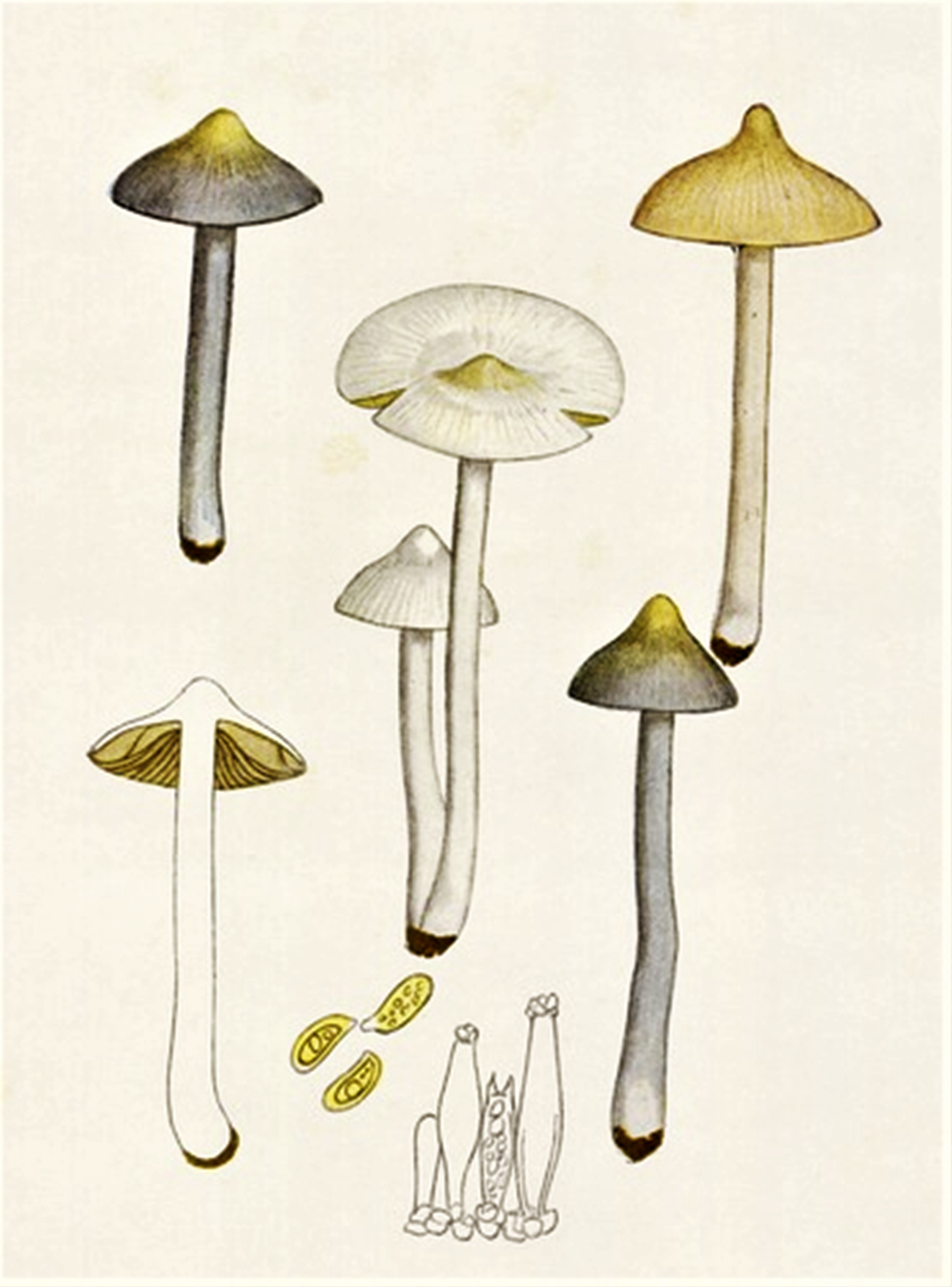
Bres.: Inocybe geophylla

În urmare este descrisă specia de bază.
- Pălăria: are un diametru de 2-6 cm, este subțire, întins conică sau în formă de clopot care se aplatizează treptat cu înaintarea în vârstă, fiind adesea adâncită în mijloc cu un gurgui destul de proeminent și turtit în centru. Marginea arată la început nu rar o cortină palidă care dispare repede, iar prezintă la bătrânețe în regulă crăpături scurte. Cuticula este în tinerețe fin brumată, mătăsoasă și câteodată presărată cu resturi ale valului parțial, dezvoltând de abia în vârstă fibre radiale. Coloritul este la început alb, schimbând cu timpul la albicios, gri-gălbui până ocru-gălbui.
- Lamelele: sunt dense, destul de groase și bulboase, cu lameluțe scurte intermediare la margine și numai slab-atașate de picior, aproape libere. Coloritul este inițial alb, la bătrânețe gri-maroniu până ocru-brun cu muchii alb-flocoase. Există și o variație liliachie.
- Piciorul: are o înălțime de 3-6 și o grosime de 0,3-0,7 cm, fiind fibros, cilindric, ușor îngroșat și alb-pâslos la bază precum repede gol pe dinăuntru. Suprafața este albicioasă, lucioasă, și brumată respectiv slab făinoasă spre pălărie. Nu prezintă un inel.
- Carnea: albă, subțire, ne-oxidând în roșiatic la tăiere, având un miros dezgustător spermatic sau intens de aluat dospit, gustul fiind dulceag. Ea conține o doză mare de muscarină.[4][5]
- Caracteristici microscopice: are spori gălbui-maronii ca lutul, ovoidal alungiți în formă de migdale, netezi, având o mărime de 8-10 x 5-6 microni. Pulberea lor este brună ca pământul. Basidiile cu un aspect de măciucă măsoară 25-35 x 6-8 microni. Cistidele au pereți groși, sunt fusiforme, bombate la mijloc și cu un smoc cristalin la vârf.[11]
- Reacții chimice: Buretele (carnea) se decolorează cu lactofenol brun-violet.[12]

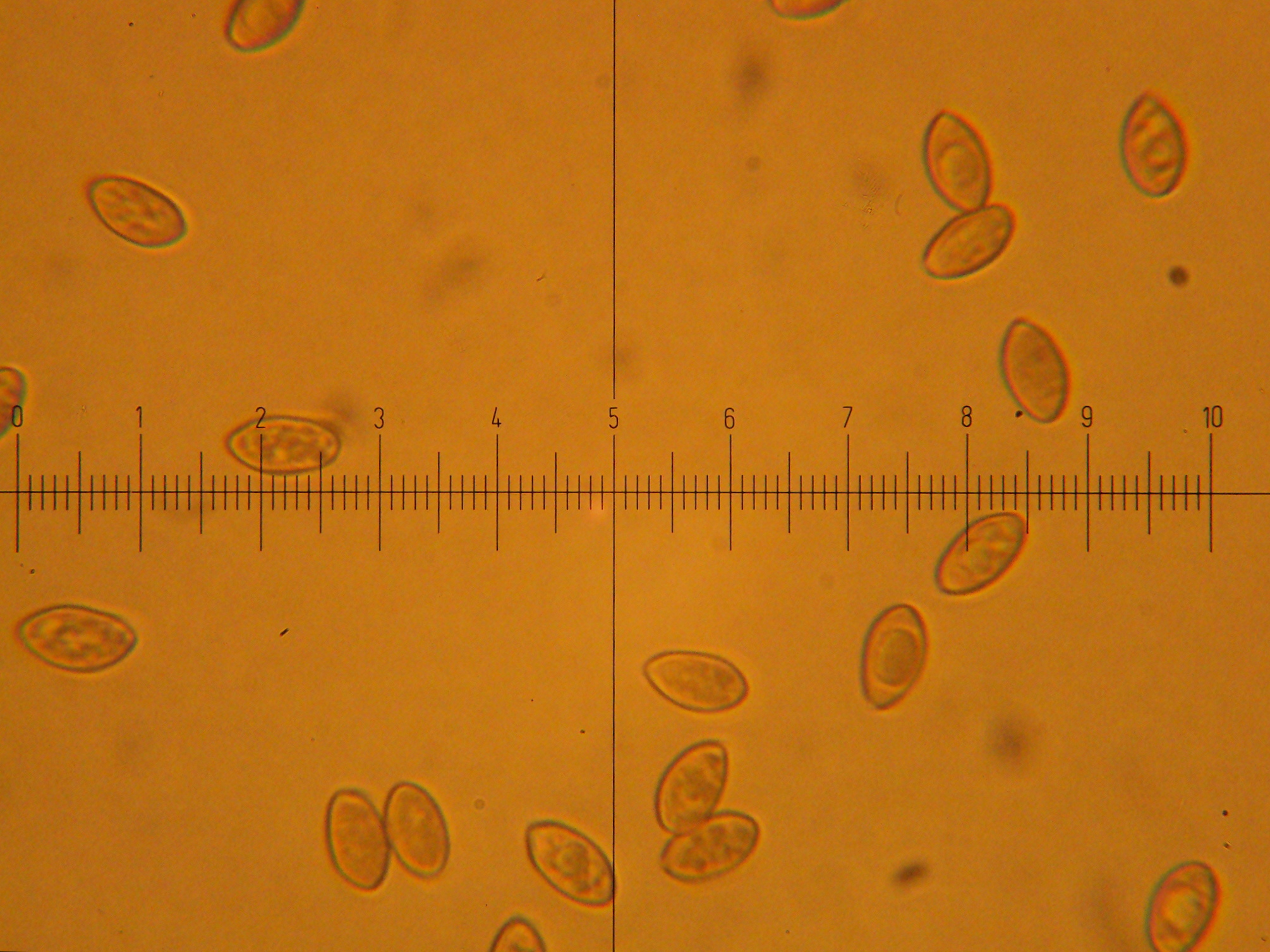
I. geophylla, spori
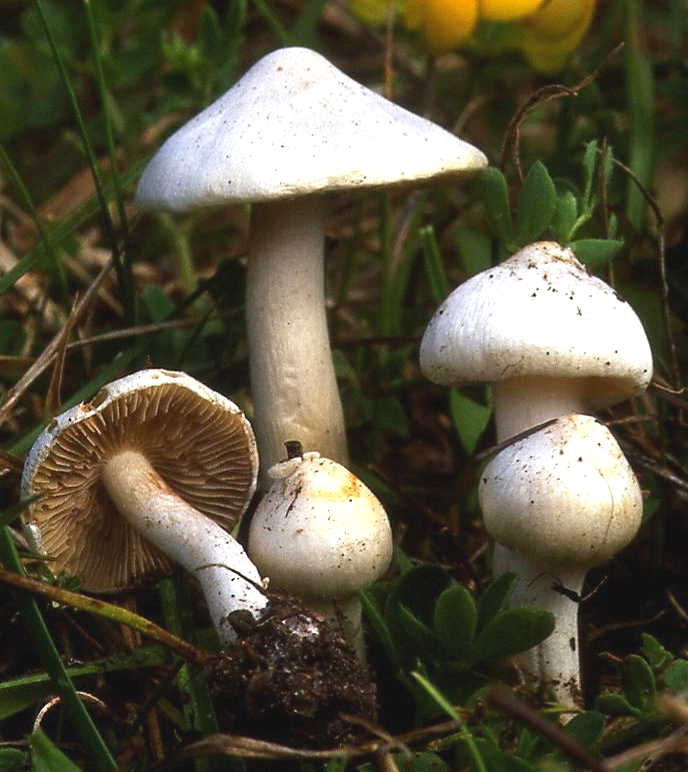
I. geophylla mature, lamele și picior
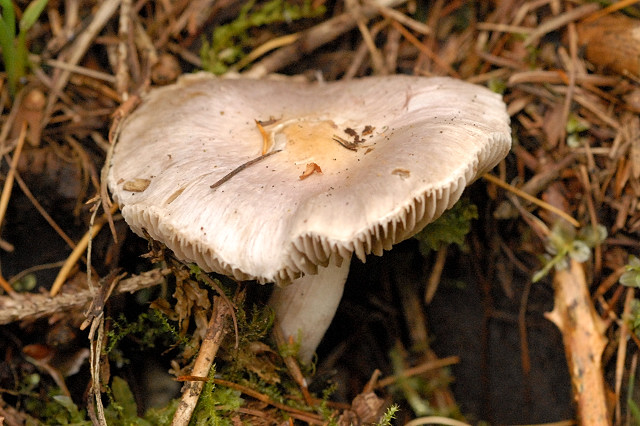
I. geophylla bătrână
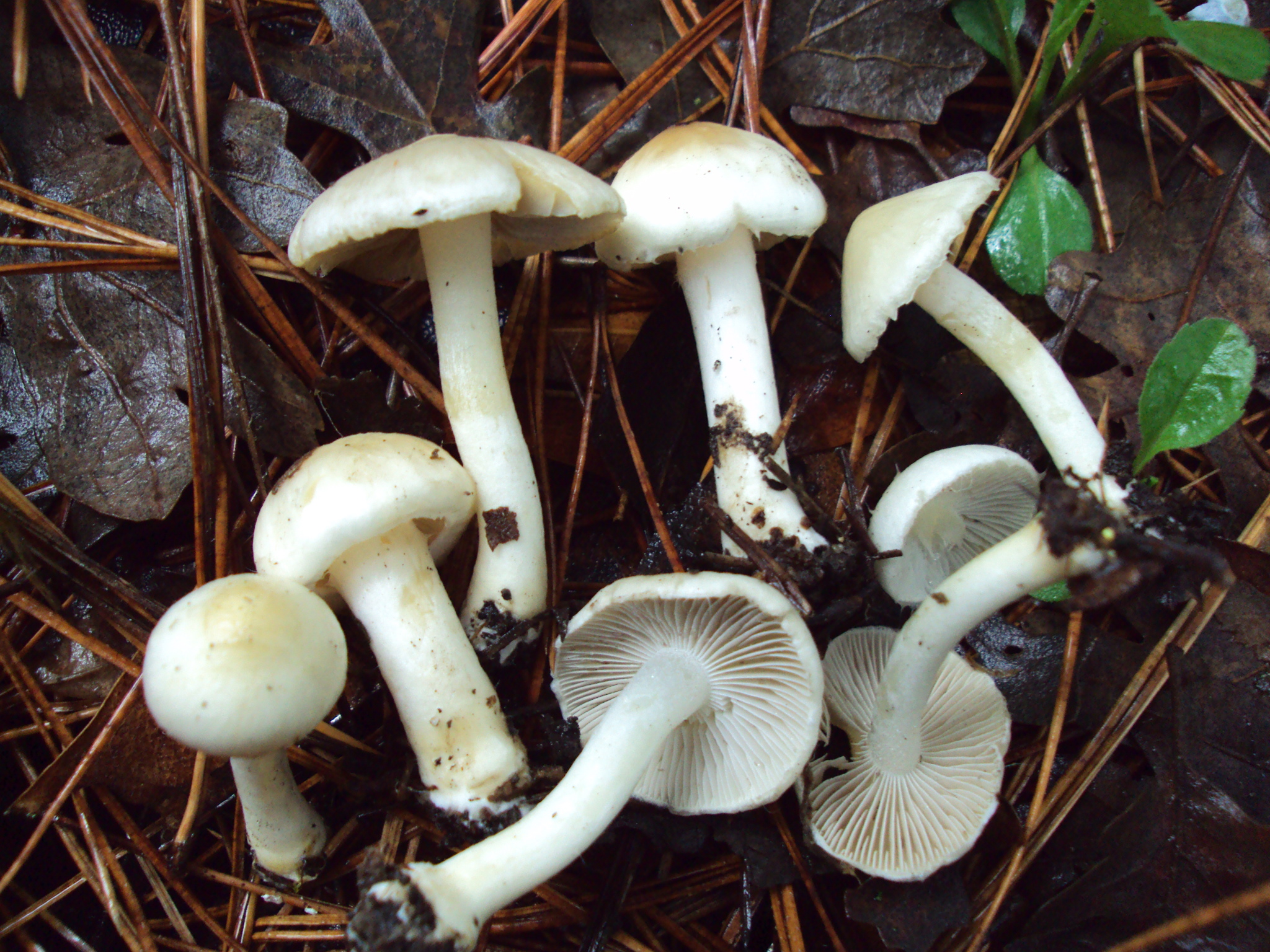
I. geophylla, diverse stadii de evoluție

- Variații sunt descrise mai multe, cele mai importante fiind:
  - Inocybe geophylla var. lilacina cu o suprafață liliachie până violetă[13] și
  - Inocybe geophylla var. lutescens cu o pălărie complet galben maronie până ocru-brună și picior albicios.[14]

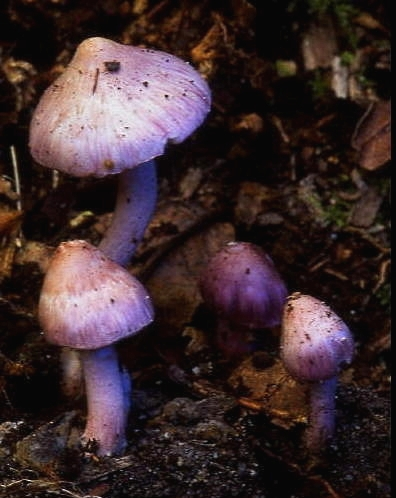
I. gephylla var. lilacina
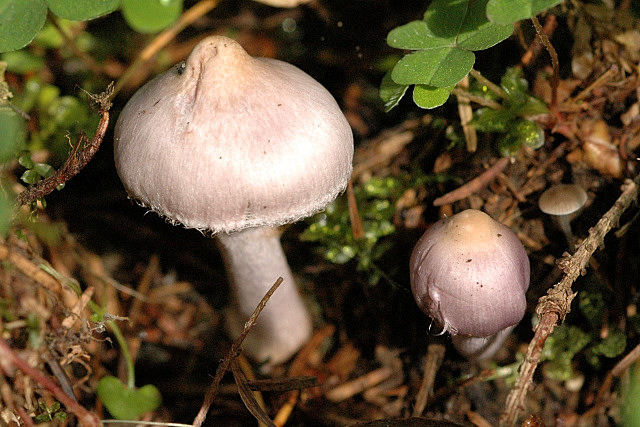
I. gephylla var. lutescens
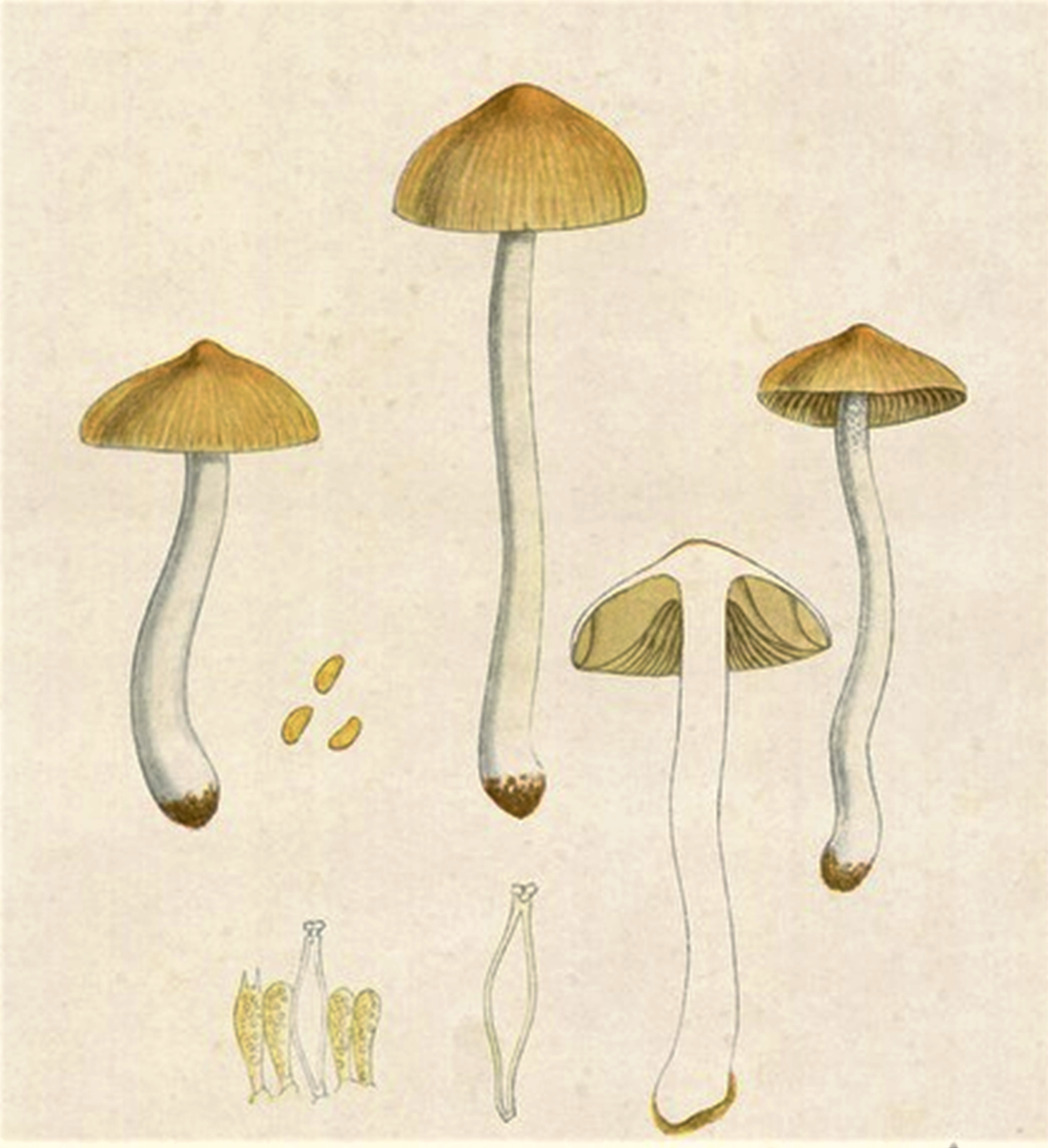
Bres.: I. geophylla var. lutescens

## Toxicitate
Toxina care produce sindromul este muscarina. Manifestări clinice apar la intervale variabile de la ingestie (15 minute până la 3 ore) și constau în grețuri, vărsături, accentuarea tranzitului intestinal, diaree, dureri abdominale, creșterea tuturor secrețiilor (salivație, lăcrimare, hipersecreție bronhică), mioză (pupile mici), bradicardie sinuzală (puls rar), vasodilatație periferică, tremurături generalizate. 
Mortalitatea: nu au fost semnalate decese timp de 20 ani. 
Antidot: Atropina 0,5 mg subcutaneu sau intravenos la fiecare 15 minute până la obținerea uscăciunii mucoasei bucale. Pacienților care au ingerat cantități mari de ciuperci li se face spălătura gastrică cu suspensie de cărbune activat.

## Confuzii
Ciuperca și variațiile ei pot fi confundate în mod normal numai cu alte specii otrăvitoare de genul Inocybe, ca de exemplu: Inocybe aeruginascens, Inocybe bongardii, Inocybe cookei, Inocybe erubescens, Inocybe fibrosa, Inocybe godeyi, Inocybe grammata, Inocybe mixtilis, Inocybe napipes, Inocybe praetervisa, Inocybe pudica, Inocybe rimosa, Inocybe sambucina (foarte otrăvitoare, posibil letală), Inocybe splendens, Inocybe squamata, Inocybe terrigena sau Inocybe umbratica dar de asemenea cu comestibilele Agrocybe dura, Agrocybe praecox, Cuphophyllus lacmus (comestibil), Laccaria amethystina, Laccaria laccata, Lepista irina, Leucocybe connata sin. Clitocybe connata, Lyophyllum connatum, Mycena pura (condiționat comestibilă, ușor otrăvitoare), Tricholoma album (necomestibil), Tricholoma columbetta, Tricholoma lascivum (necomestibil) sau cu Entoloma dichroum (necomestibil) ori Entoloma chalybeum (necomestibil).

## Specii asemănătoare în imagini

### Ciuperci otrăvitoare

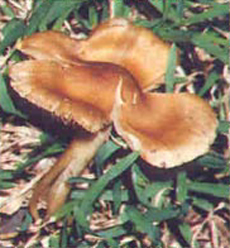
!!!Inocybe aeruginascens!!!
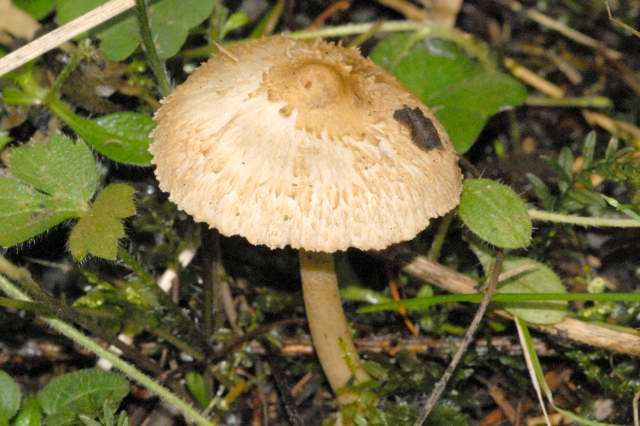
!!Inocybe.bongardii!!
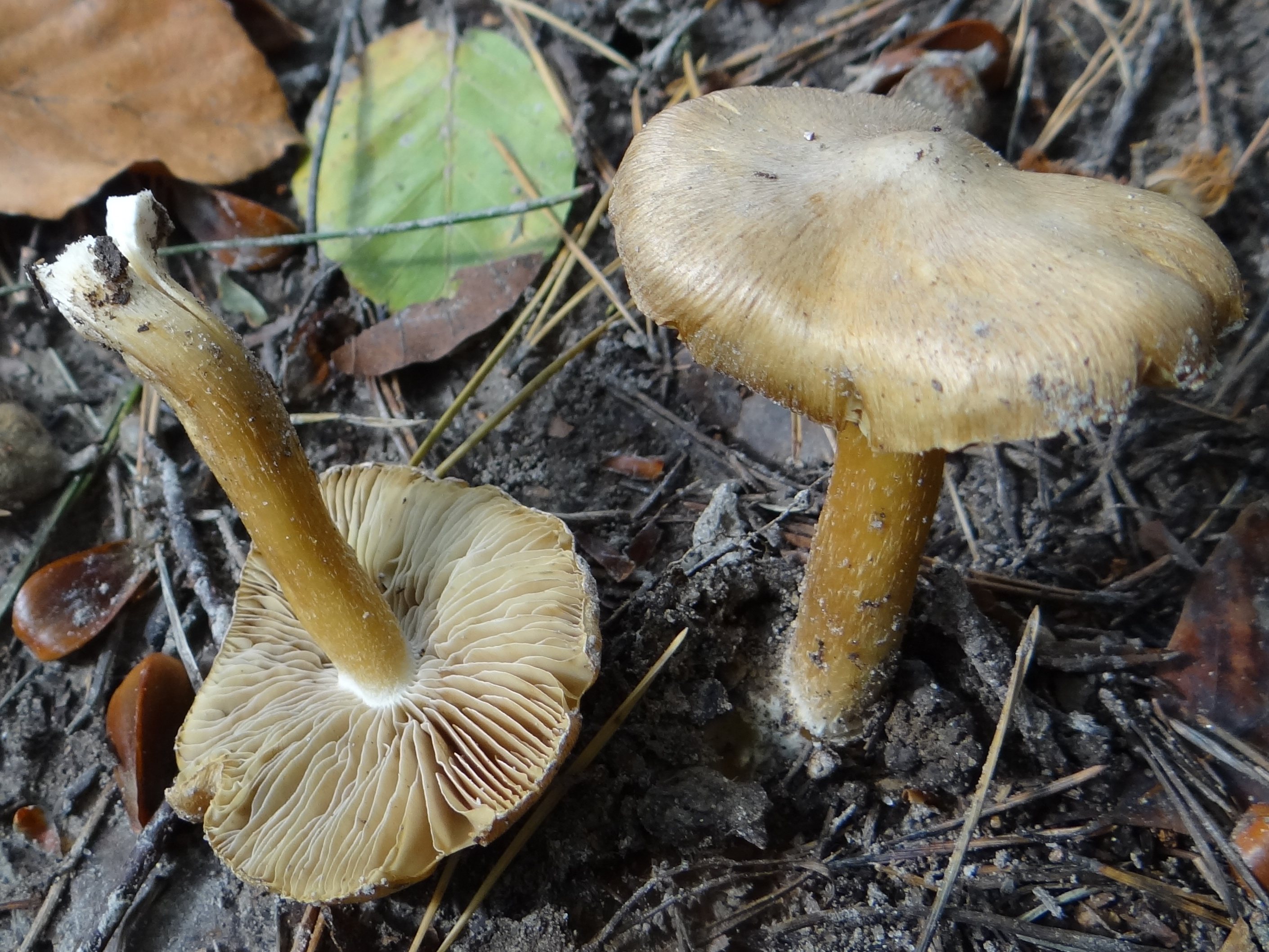
!!Inocybe cookei!!
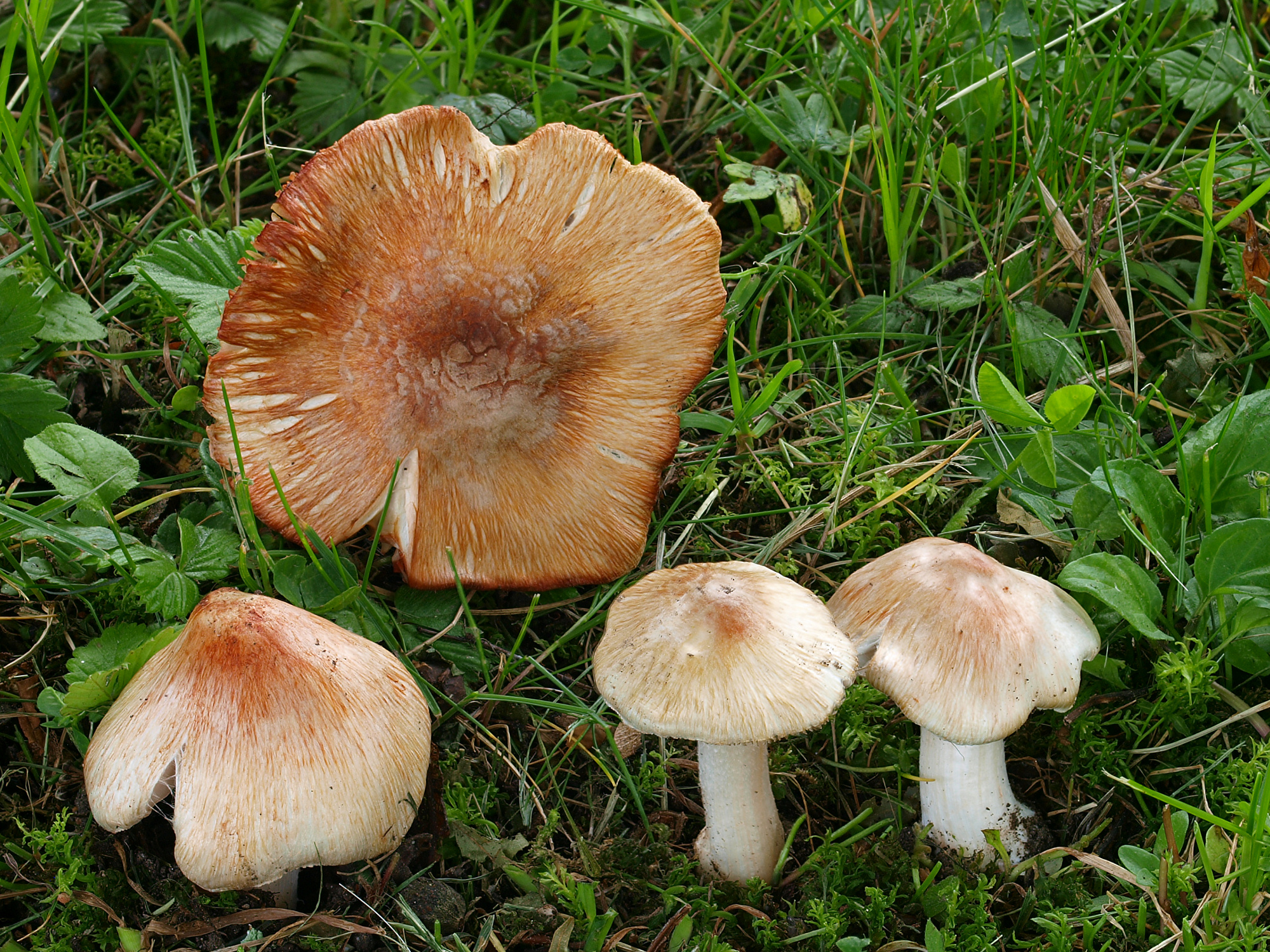
!!!Inocybe erubescens!!!
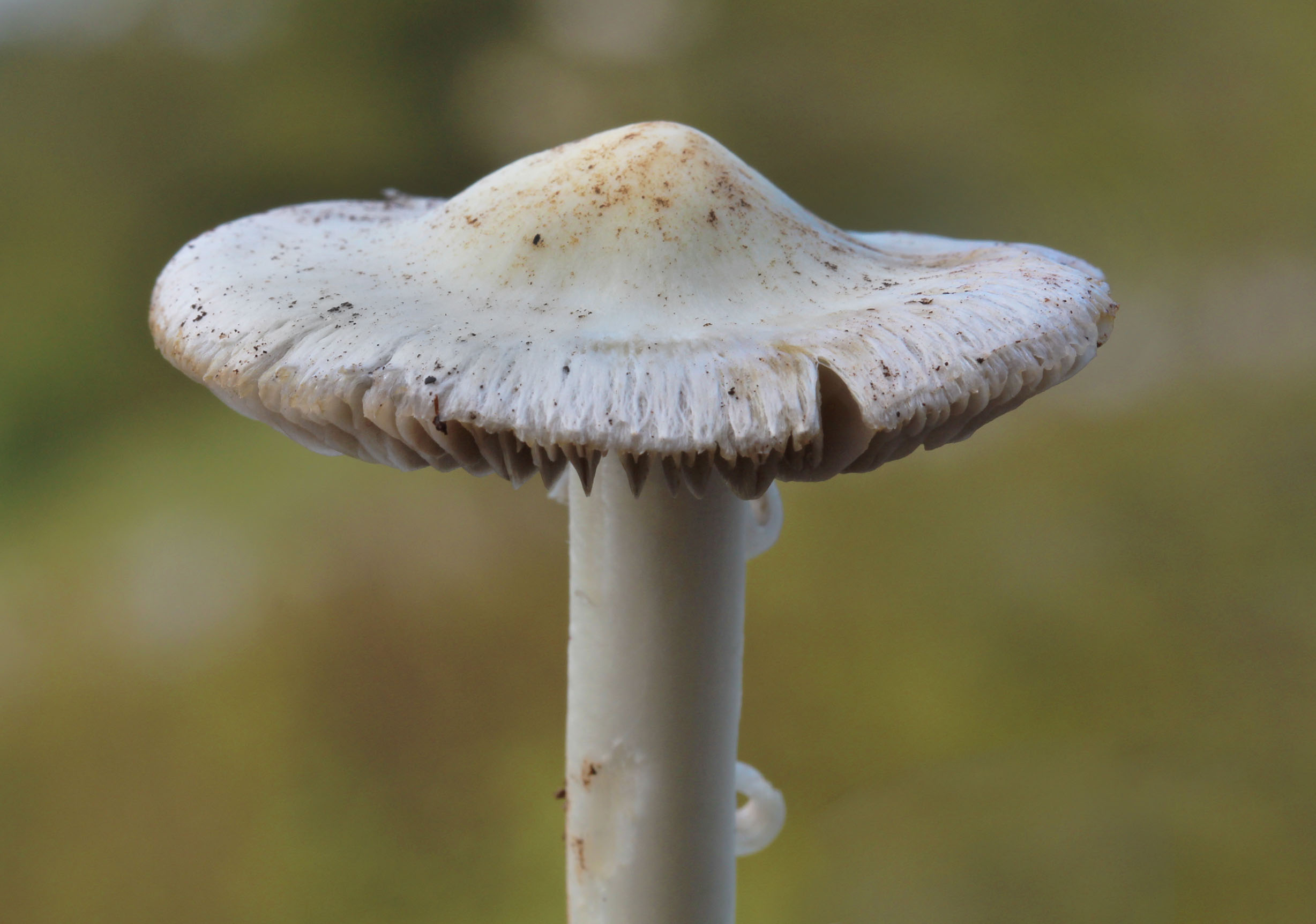
!!!Inocybe fibrosa!!!
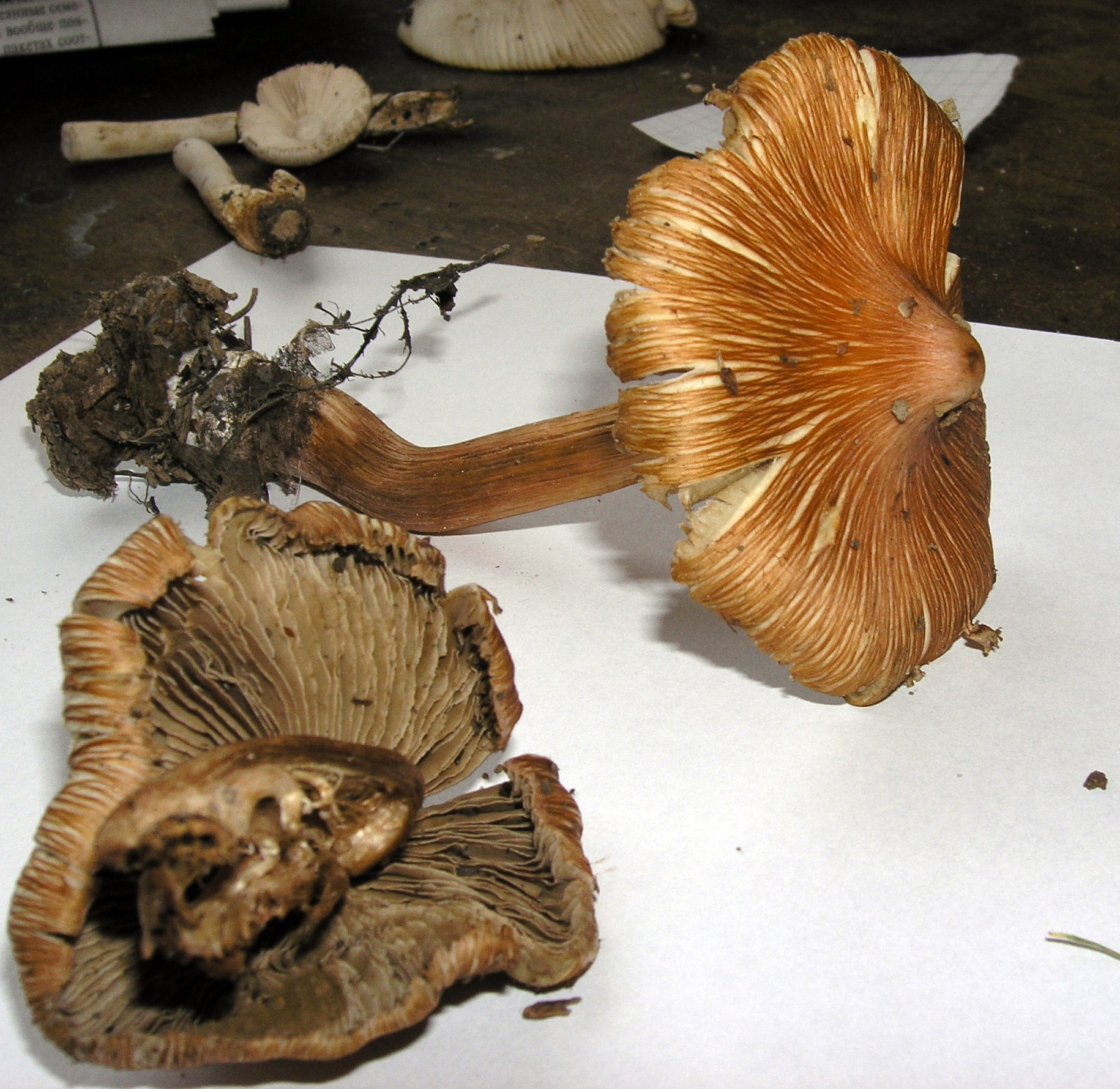
!!!Inocybe godeyi!!!

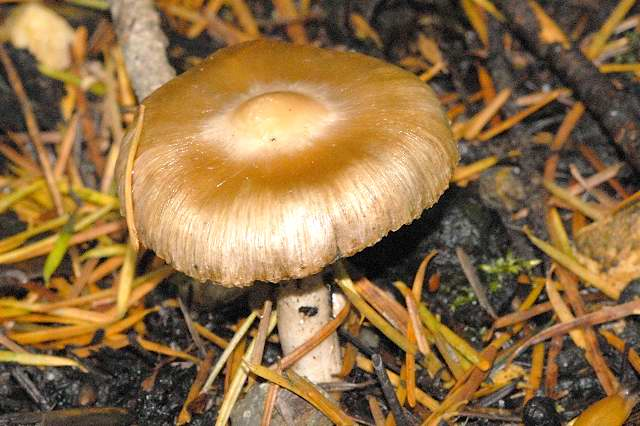
!!!Inocybe grammata!!!
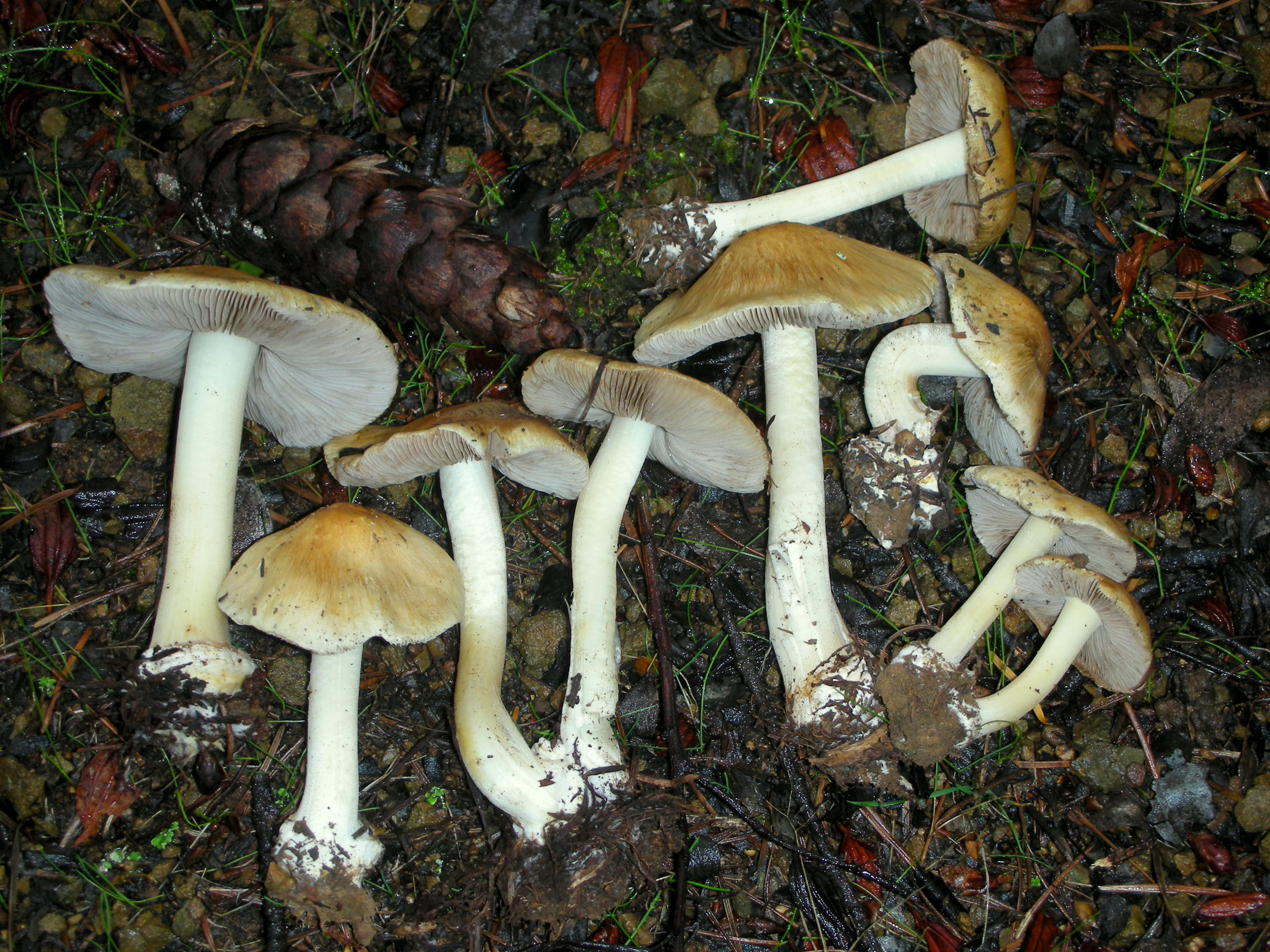
!!Inocybe mixtilis!!
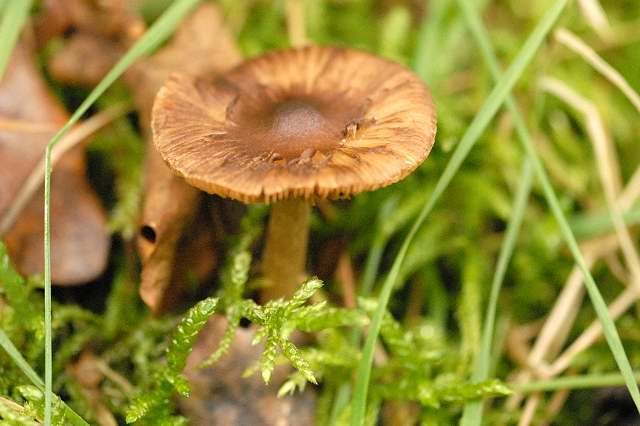
!!!Inocybe napipes!!!
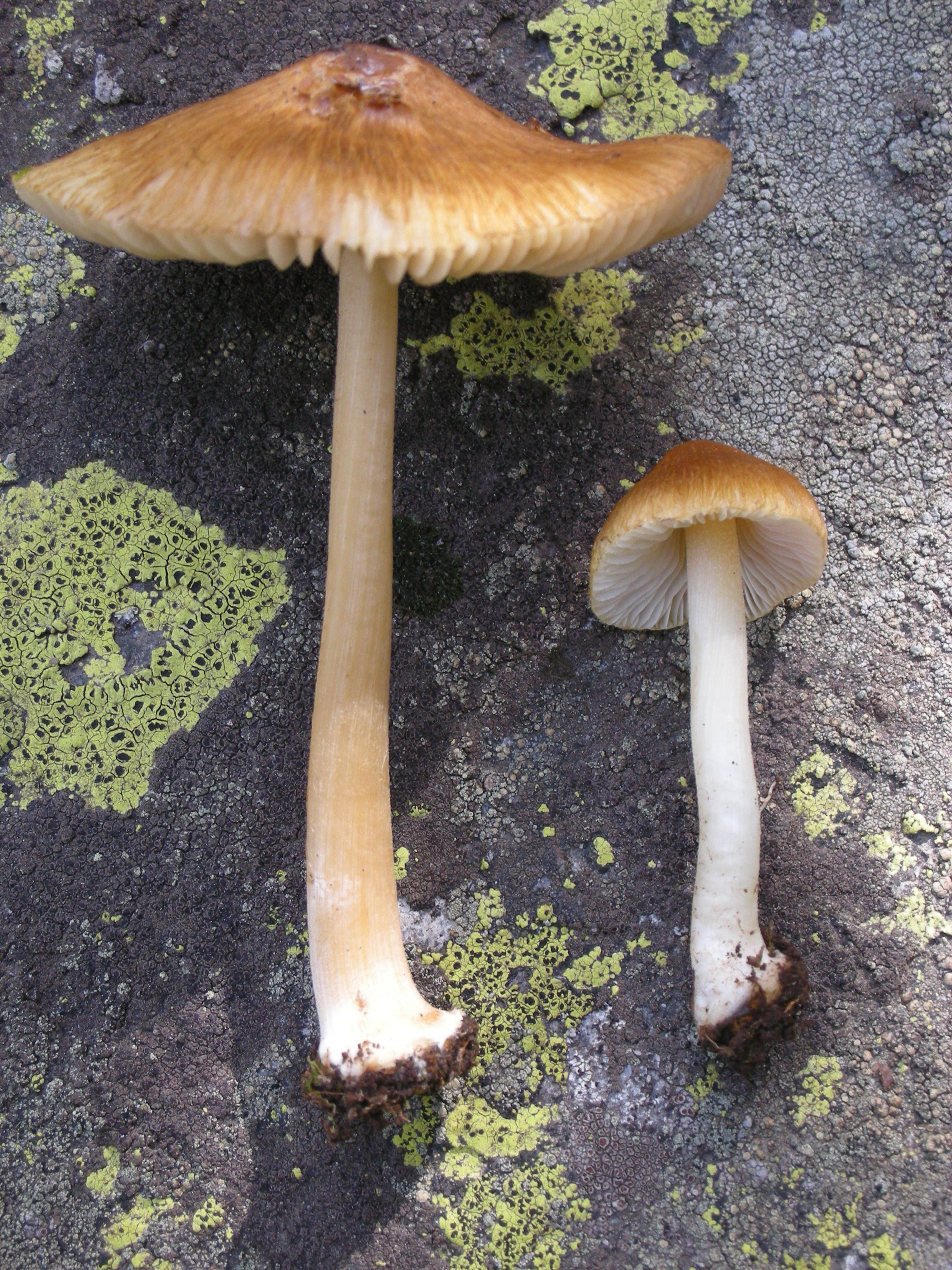
!!Inocybe praetervisa!!
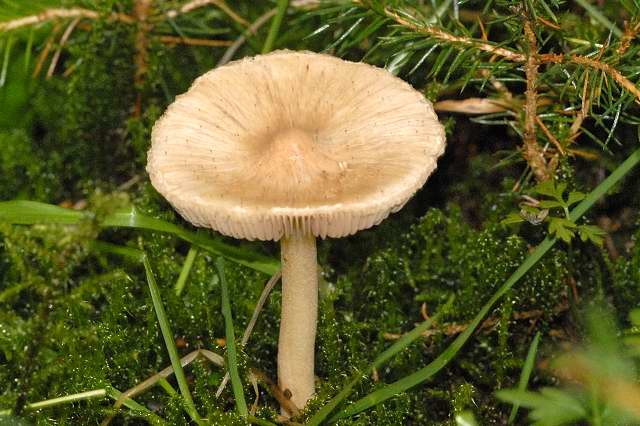
!!!Inocybe.rimosa!!!
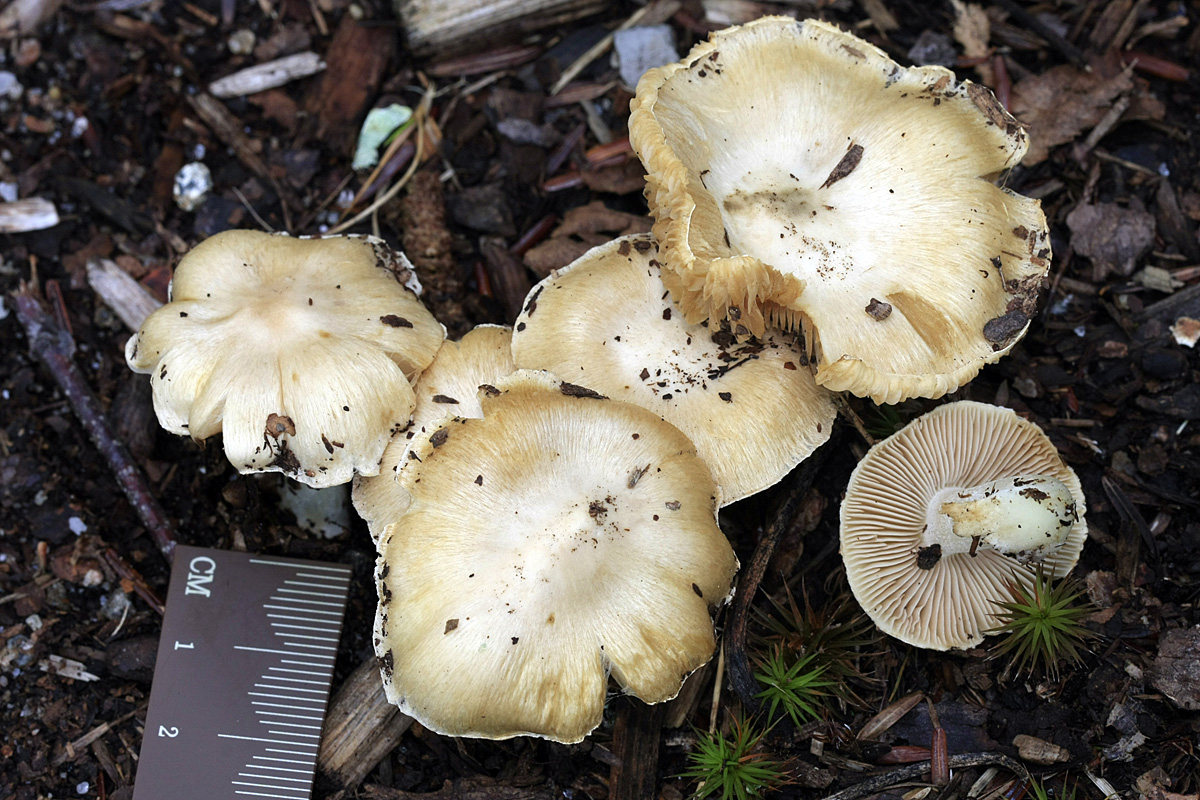
!!!Inocybe sambucina!!!

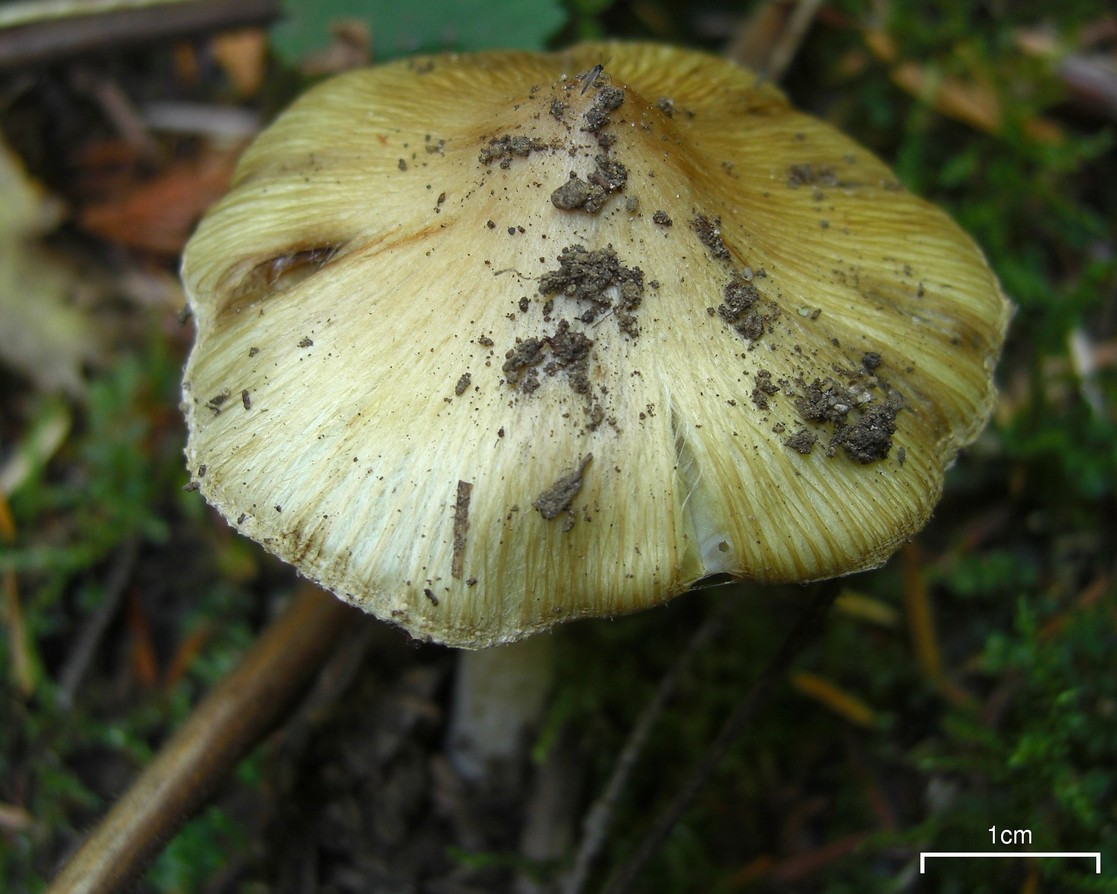
!!!Inocybe sororia!!!
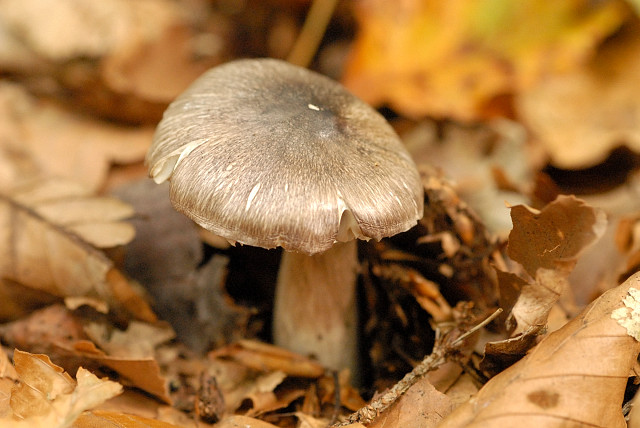
!!!Inocybe splendens!!!
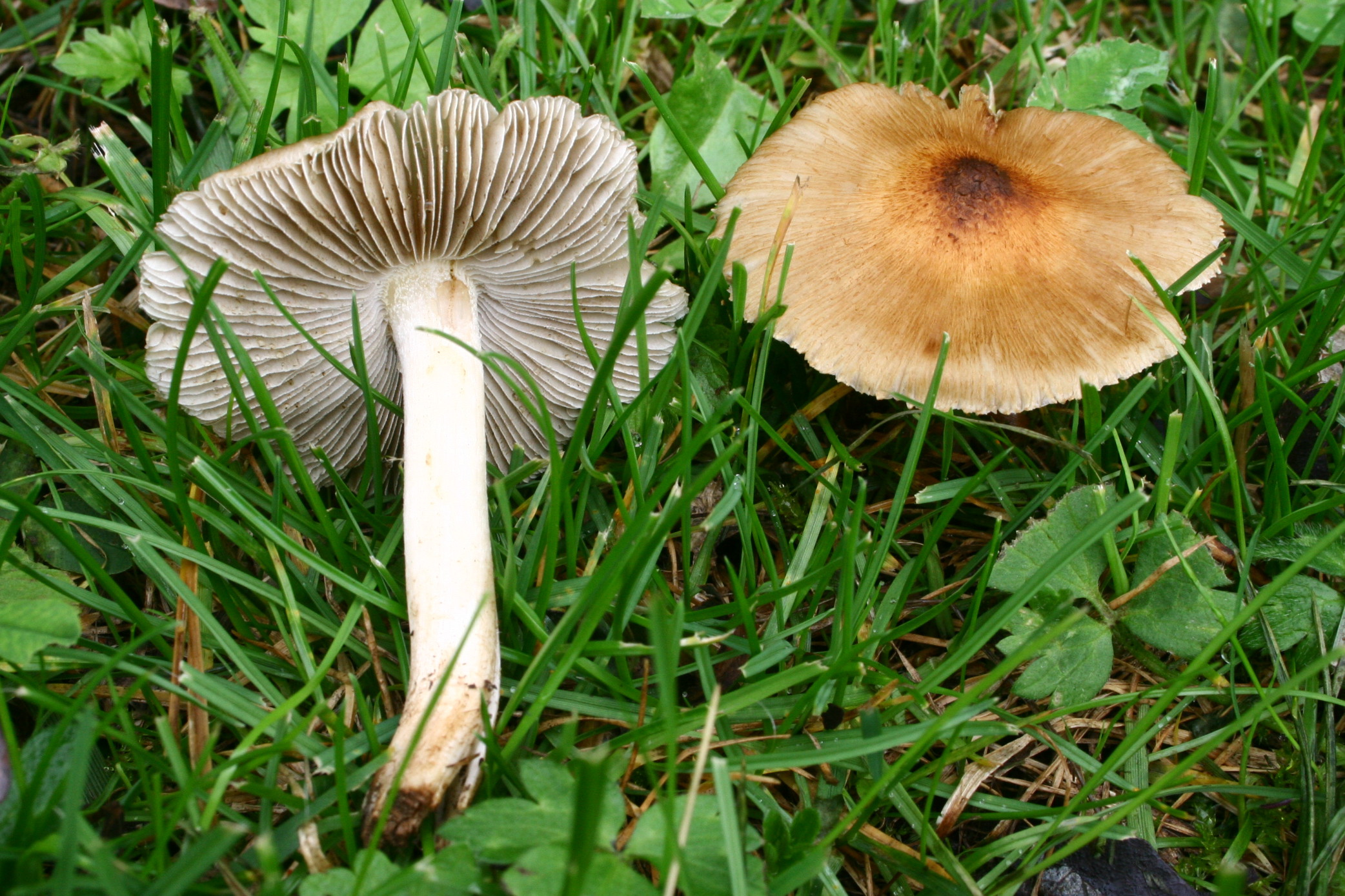
!!Inocybe squamata!!
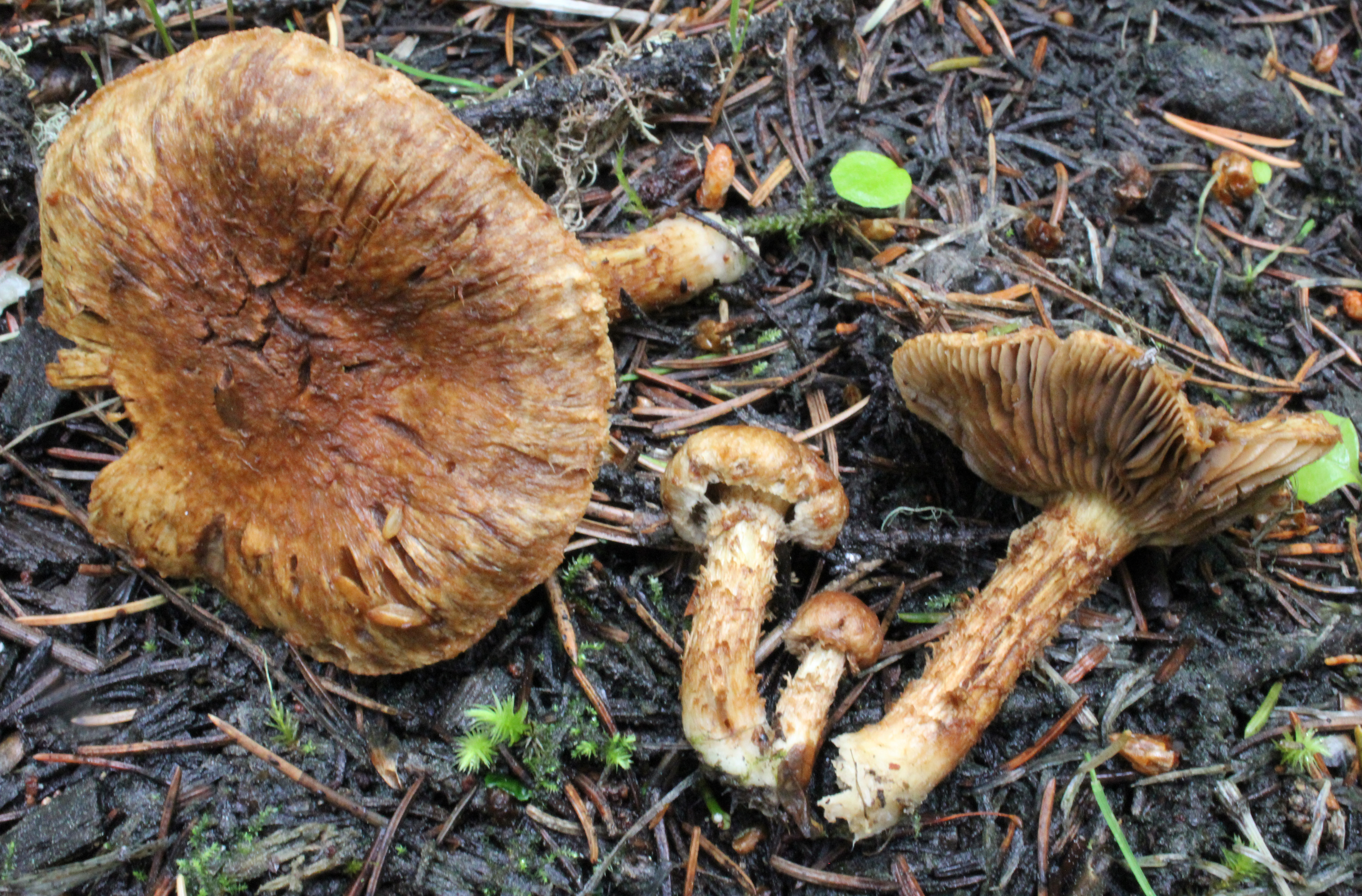
!!!Inocybe terrigena!!!
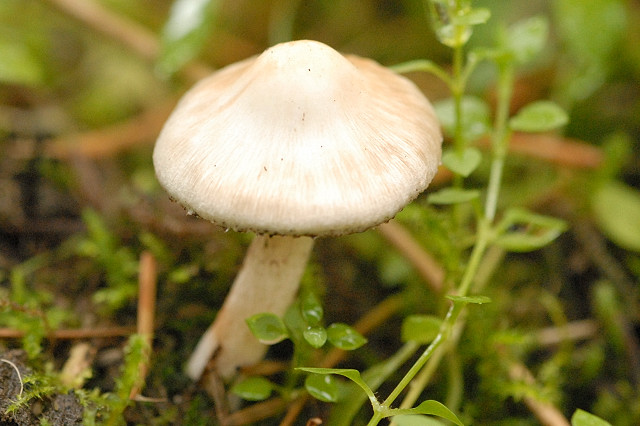
!! Inocybe.umbratica!!

### Ciuperci comestibile sau necomestibile

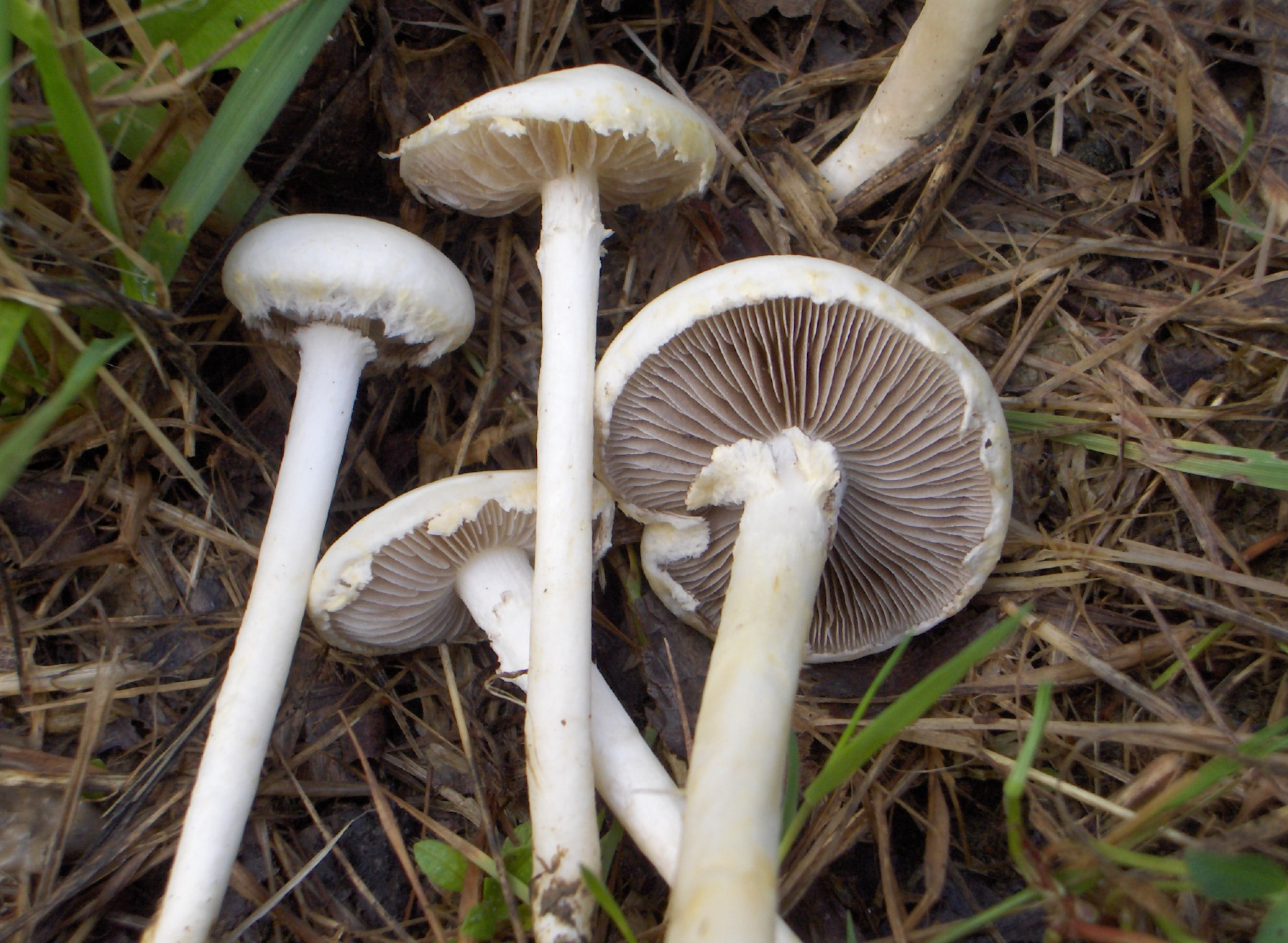
Agrocybe dura
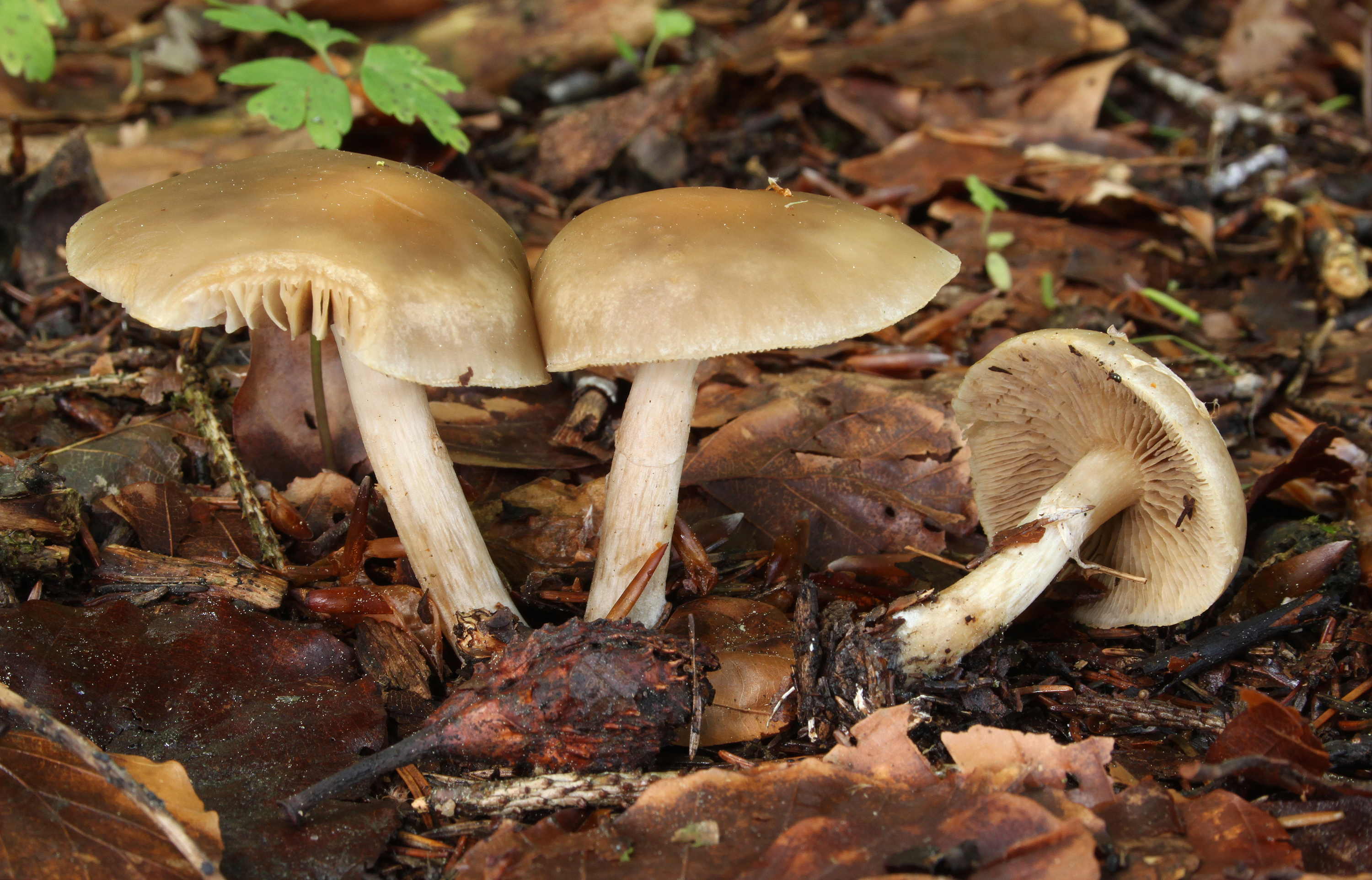
Agrocybe praecox
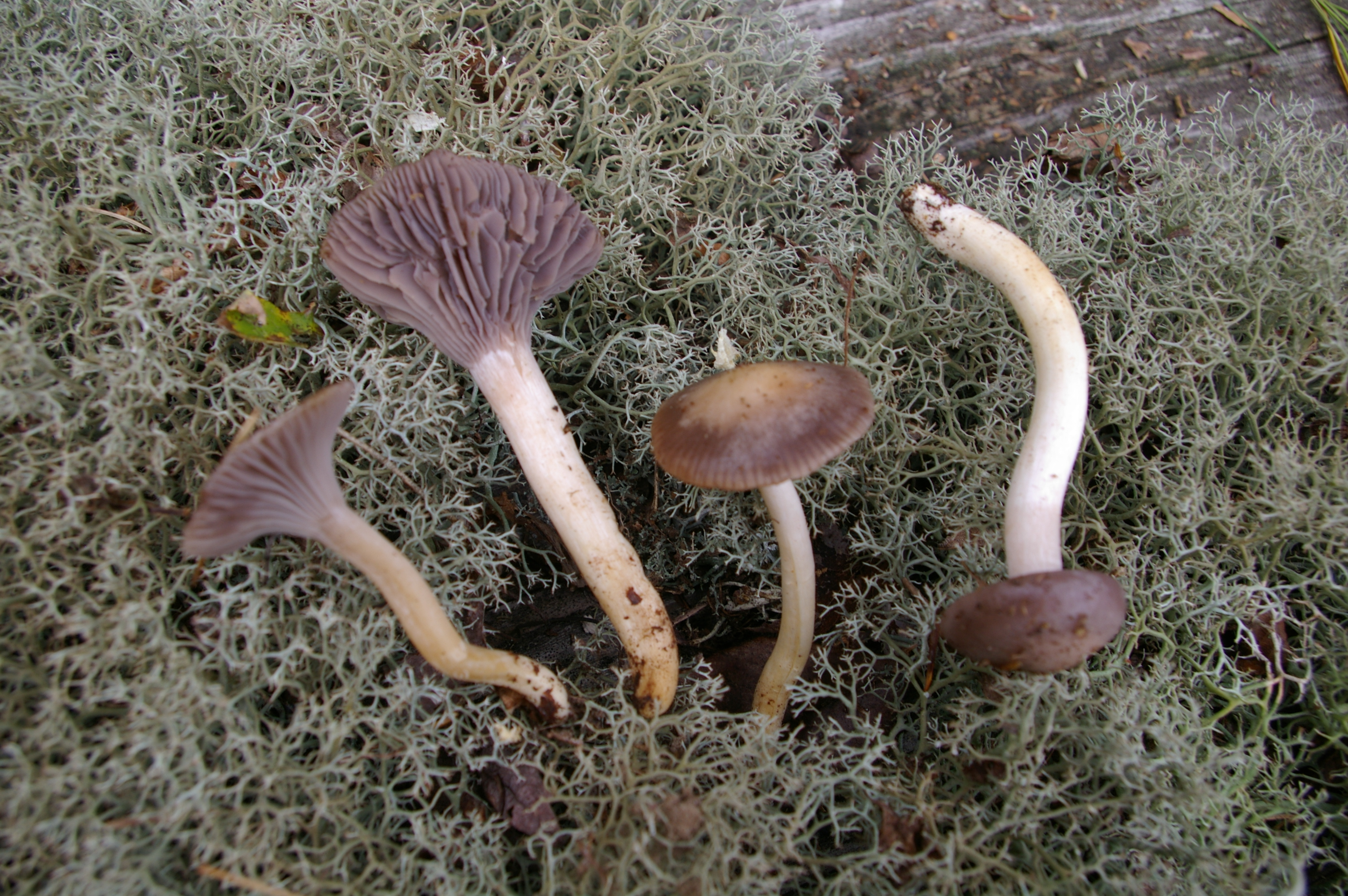
Cuphophyllus lacmus
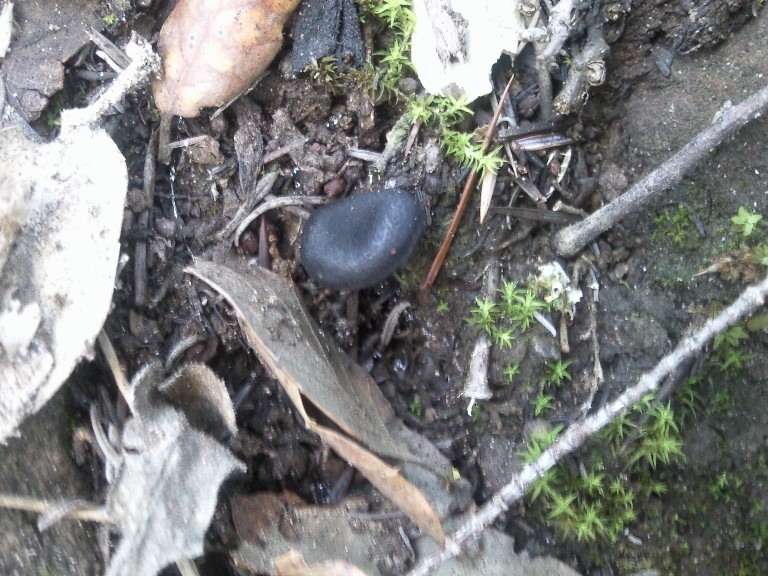
!Entoloma chalybeum!
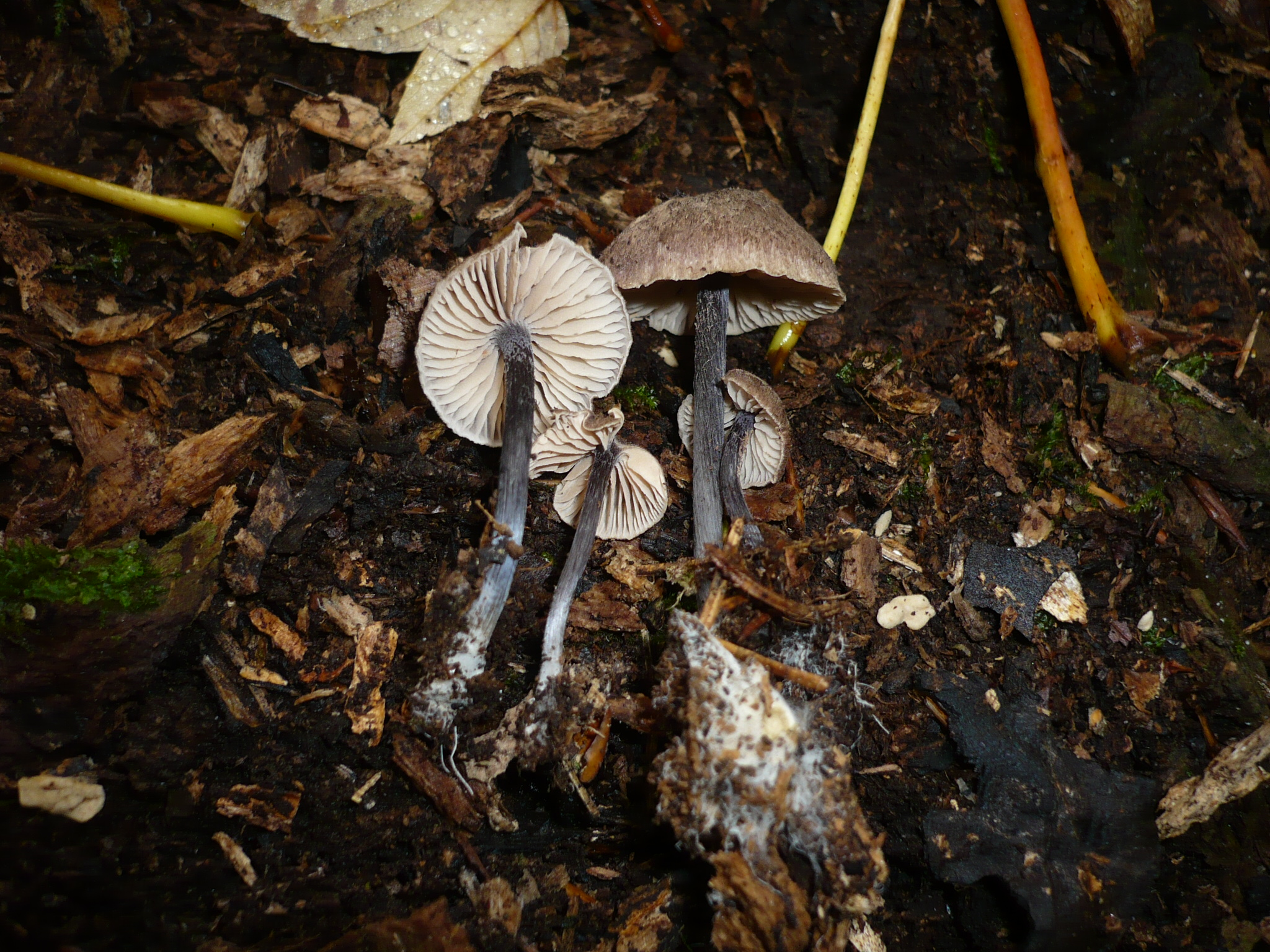
!Entoloma dichroum!

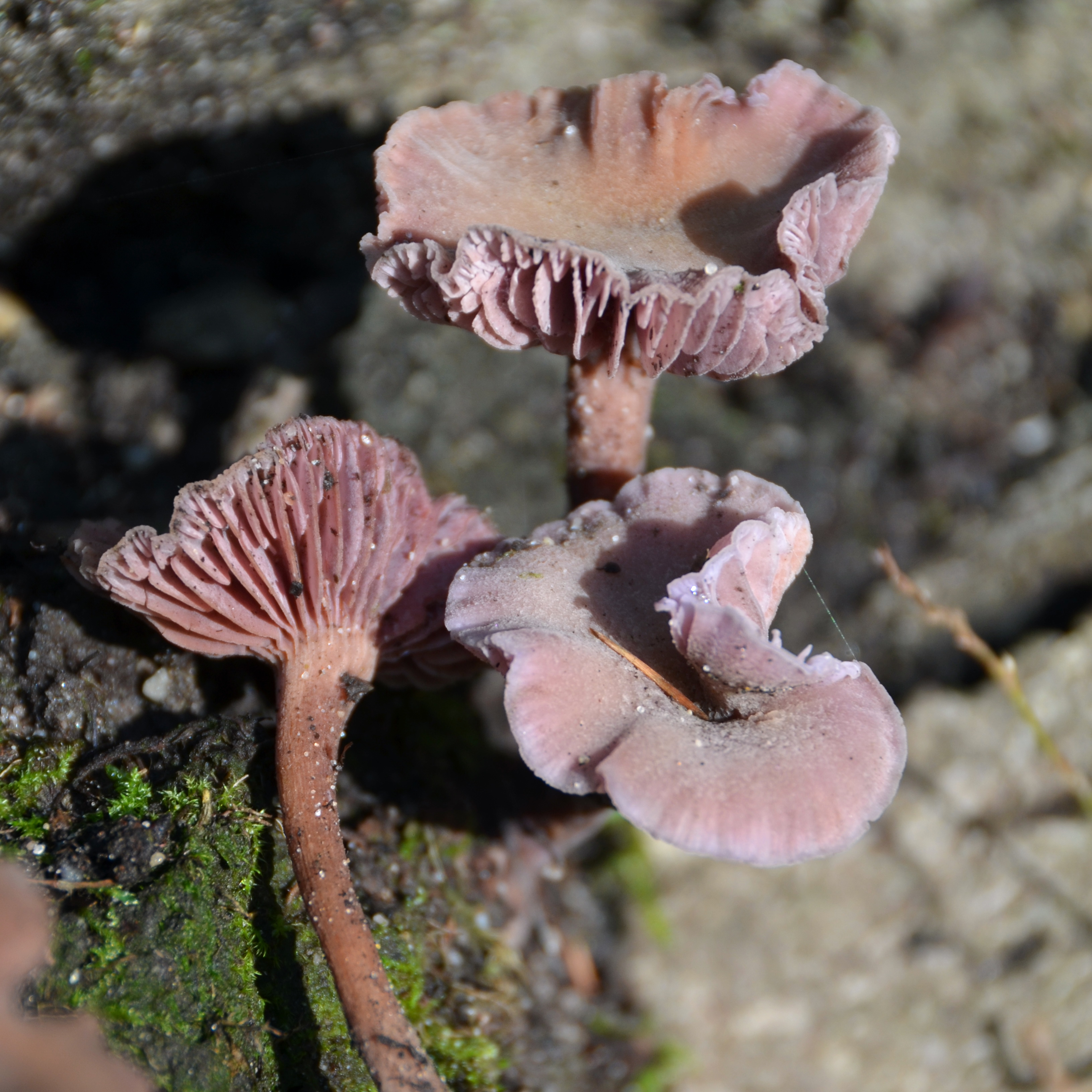
Laccaria amethystina
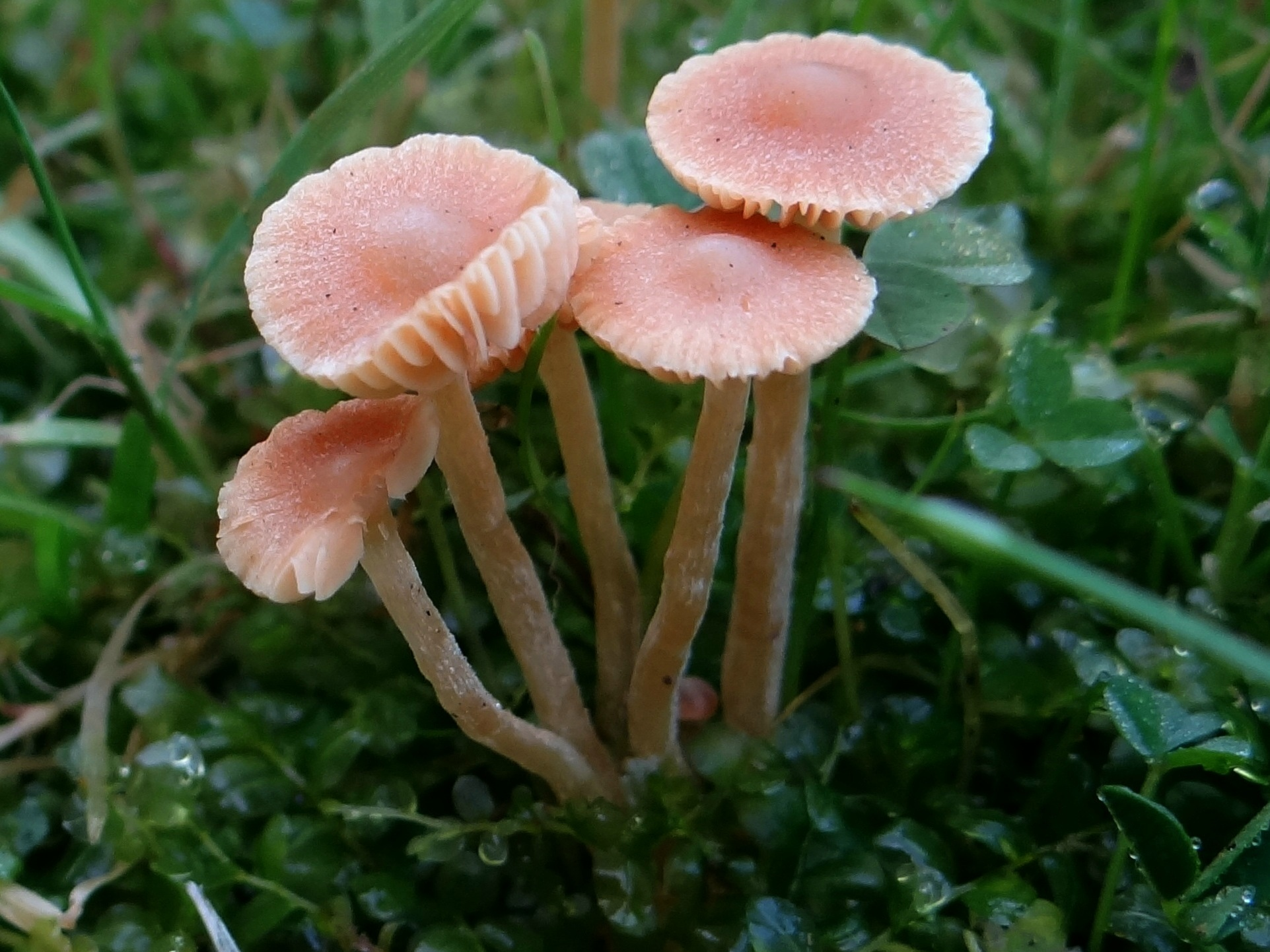
Laccaria laccata
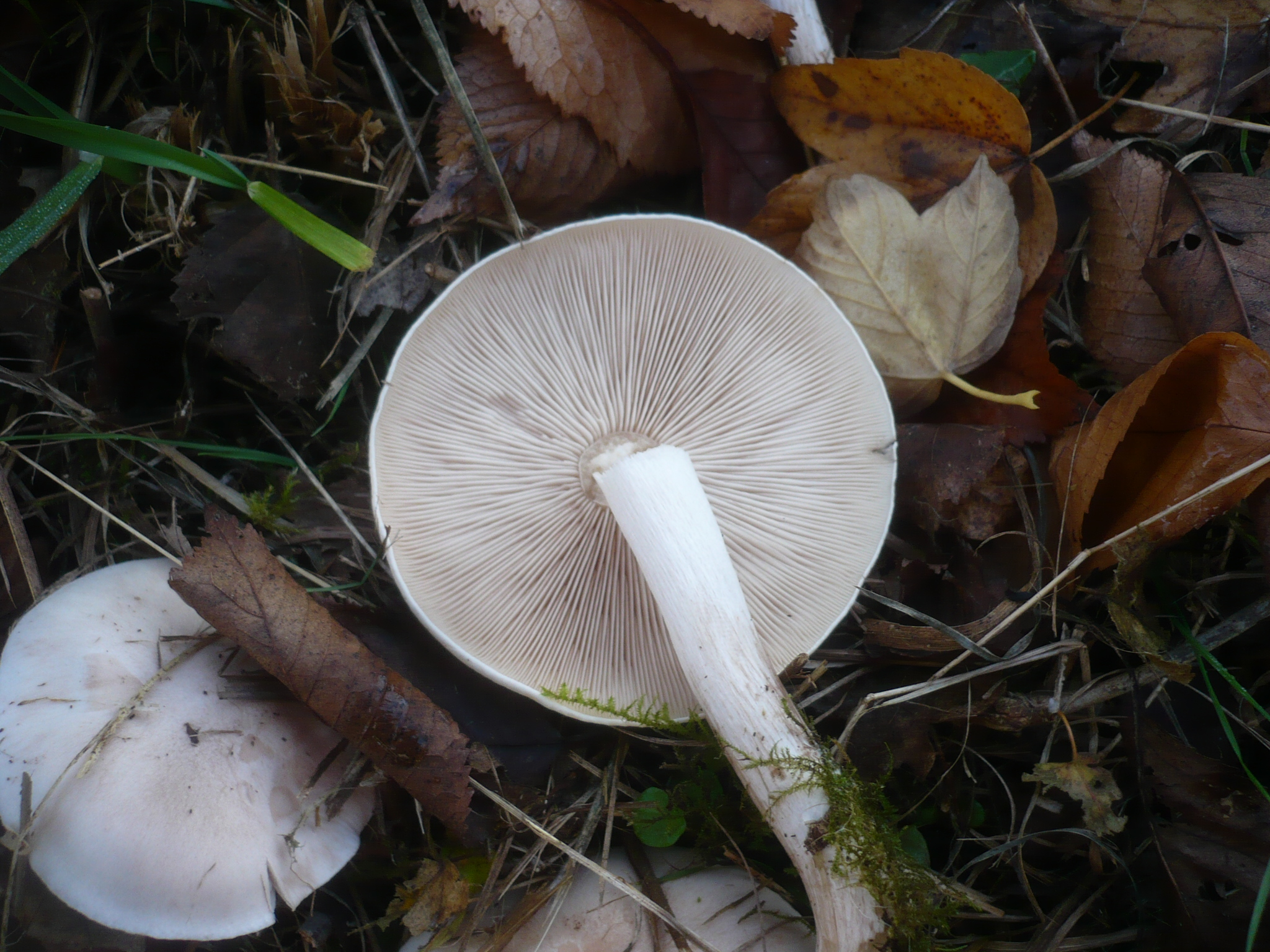
Lepista irina
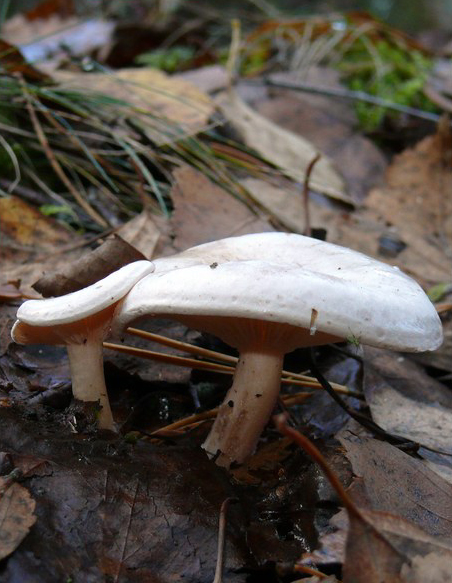
Leucocybe connata sin. Clitocybe connata, Lyophyllum connatum

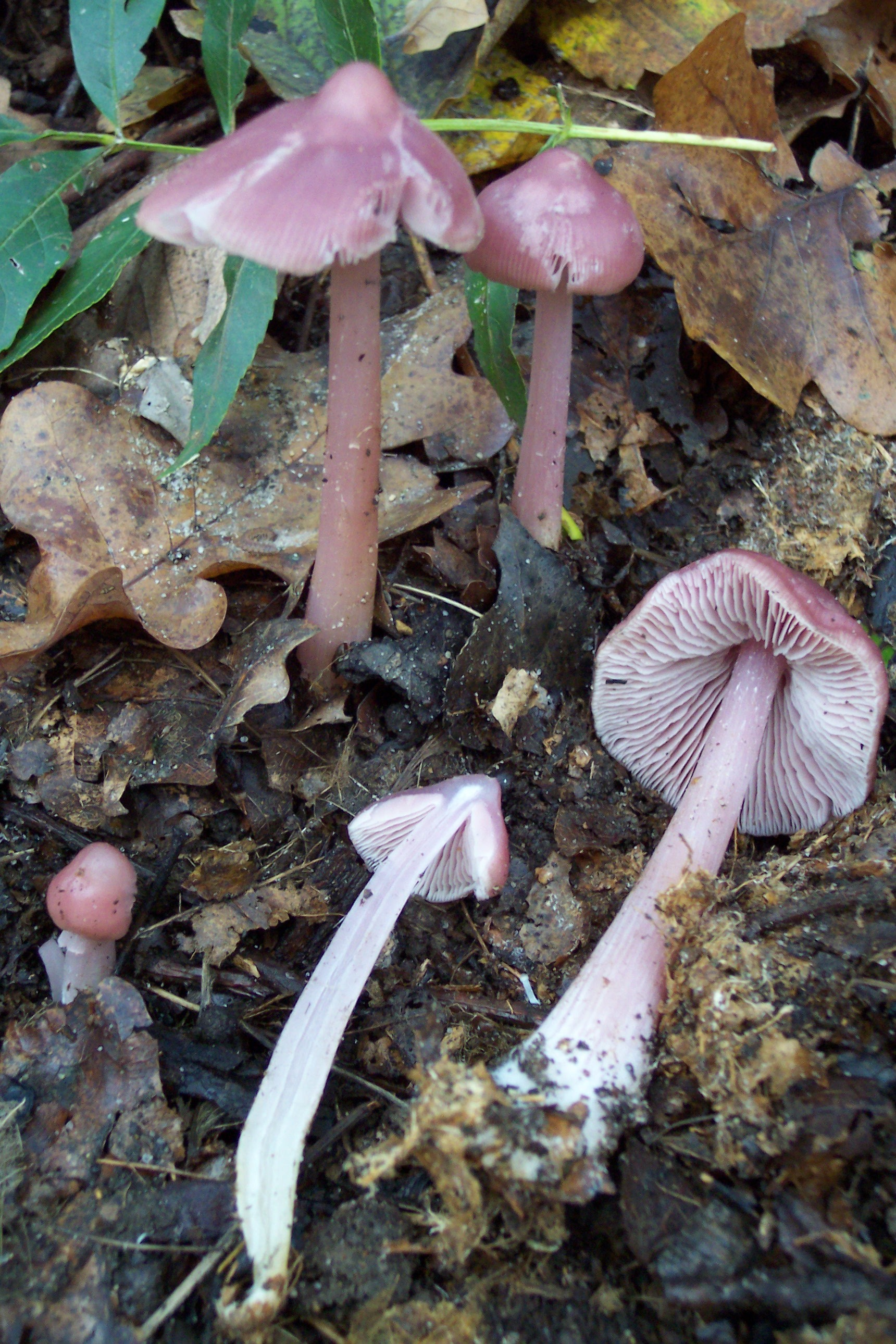
!Mycena pura!
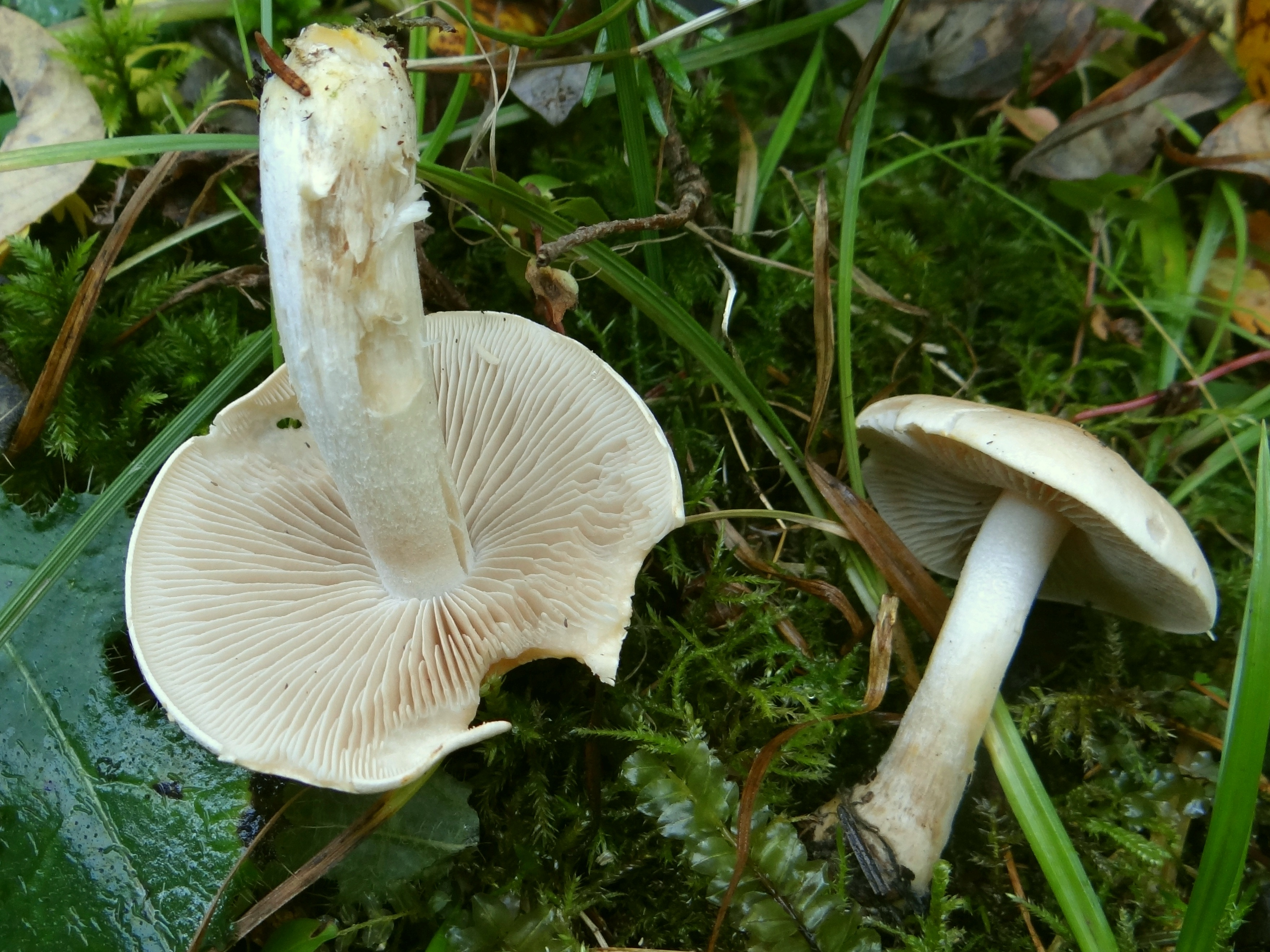
!Tricholoma album!
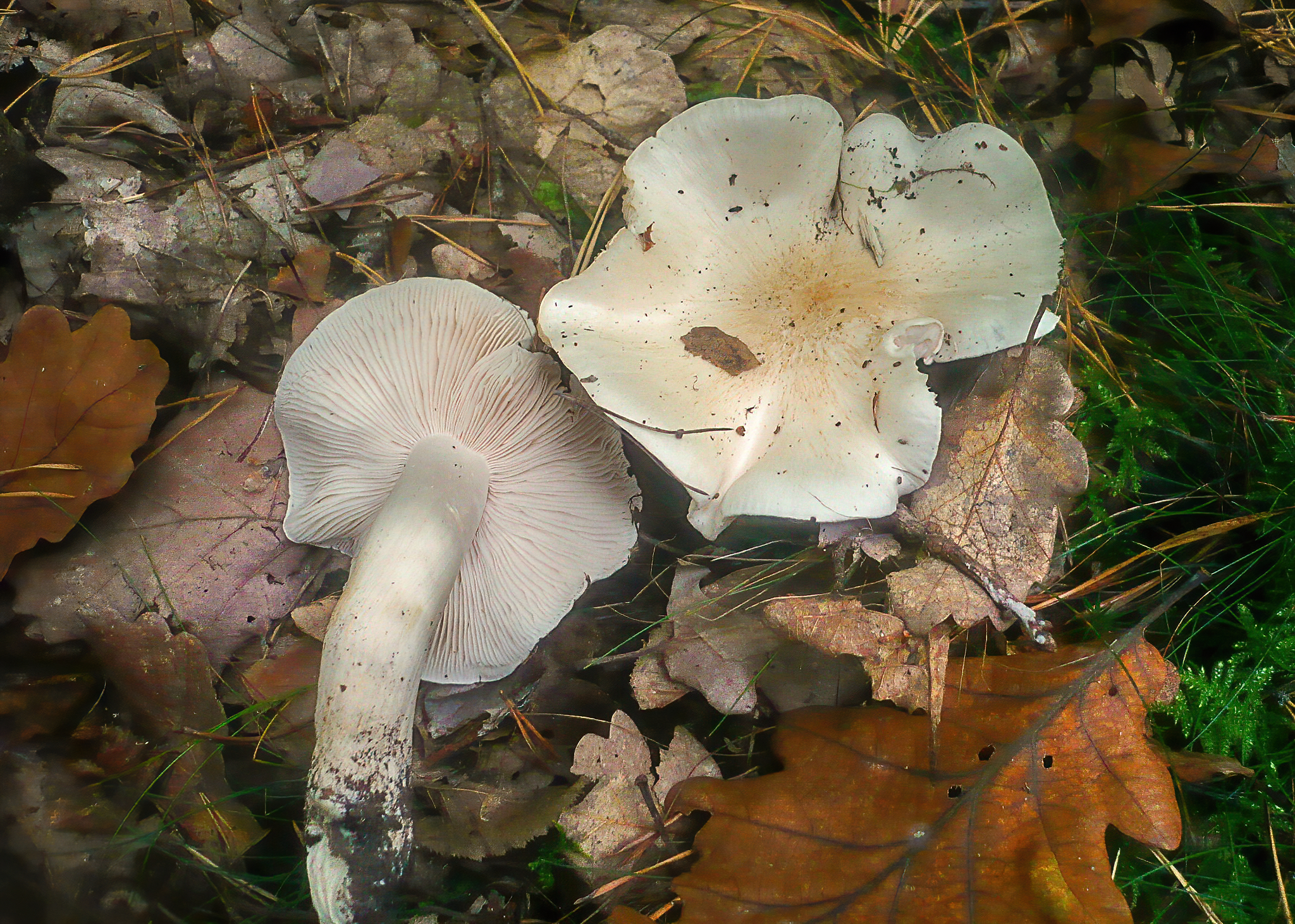
Tricholoma columbetta
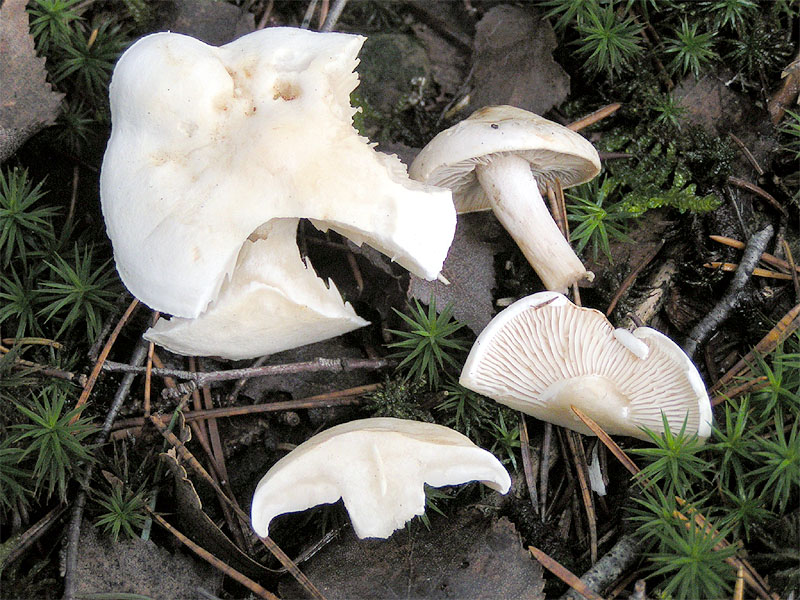
!Tricholoma lascivum!